# Ivo Minkovicius
Ivo Minkovicius (São Paulo, 1965) é ilustrador, escritor  e designer gráfico.

## Biografia
Ivo Minkovicius, nasceu em São Paulo, em 1965, é autor de literatura Infantojuvenil.
Foi finalista do Prêmio Jabuti 2022, com a obra "Diário do Bolso 5 - 1001 Dias que Foram Noites", publicado na Editora Padaria de Livros em parceria com José Roberto Torero.